# Почётные граждане Тольятти
Почётные граждане города Тольятти — люди, которым было присвоено звание почётного гражданина Ставрополя до 1916 года или с 1967 года — звание почётного гражданина Тольятти.
| №  | Год  | Гражданин                           | Описание |
| -- | ---- | ----------------------------------- | --- |
| 1  | 1848 | Ледомский, Яков Иванович            | купеческий староста, лично-почётный гражданин Ставрополя |
| 2  | 1880 | Алсуфьев, Николай Васильевич        | коллежский советник, лично-почётный гражданин Ставрополя |
| 3  | 1888 | Иванеев, Николай Иосифович          | потомственный почетный гражданин Ставрополя |
| 4  | 1890 | Архангельский, Иринарх Ферапонтович | потомственный почетный гражданин Ставрополя |
| 5  | 1892 | Брянчанинов, Александр Семёнович    | Самарский губернатор в 1891—1904 годах |
| 6  | 1895 | Романов, Кузьма Григорьевич         | |
| 7  | 1896 | Померанцев, Яков Алексеевич         | |
| 8  | 1896 | Быстрицкий, Иван Андреевич          | |
| 9  | 1897 | Крестовский, Константин Михайлович  | |
| 10 | 1897 | Елпидин, Андрей Павлович            | |
| 11 | 1904 | Разумовский, Николай Павлович       | |
| 12 | 1905 | Дудкин, Иван Иванович               | |
| 13 | 1908 | Наумов, Александр Николаевич        | |
| 14 | 1909 | Дернов Иван (Иона) Яковлевич        | |
| 15 | 1910 | Парфёнов, Александр Фёдорович       | |
| 16 | 1910 | Якунин, Владимир Васильевич         | |
| 17 | 1912 | Сосновский, Сергей Александрович    | |
| 18 | 1914 | Жилинский, Александр Ианнуарьевич   | |
| 19 | 1914 | Ландо, Николай Евгеньевич           | личный почётный гражданин |
| 20 | 1916 | Соколов, Александр Николаевич       | потомственный почётный гражданин Ставрополя |
| 21 | 1967 | Бурматов, Михаил Александрович      | председатель Ставропольского райисполкома в 1950—1953 годах |
| 22 | 1967 | Данилова, Татьяна Николаевна        | врач, акушер-гинеколог |
| 23 | 1967 | Золотов, Матвей Григорьевич         | строитель, каменщик |
| 24 | 1967 | Тураев, Александр Михайлович        | педагог, краевед |
| 25 | 1981 | Дюпина, Елизавета Васильевна        | работник здравоохранения |
| 26 | 1981 | Клеймёнов, Семён Васильевич         | токарь, наладчик |
| 27 | 1981 | Семизоров, Николай Фёдорович        | строитель, руководитель отрасли |
| 28 | 1982 | Савинова, Валентина Никифоровна     | бригадир комлексной бригады отделочников |
| 29 | 1987 | Лямин, Леонид Иванович              | сварщик |
| 30 | 1994 | Цыгуров, Геннадий Фёдорович         | хоккеист, тренер |
| 31 | 1995 | Лещинер, Бенцион Борух Мордкович    | организатор промышленности |
| 32 | 1995 | Резников, Арон Наумович             | ученый, деятель образования |
| 33 | 1995 | Поляков, Виктор Николаевич          | первый директор Волжского автомобильного завода |
| 34 | 1996 | Померанцева, Инесса Николаевна      | врач-окулист |
| 35 | 1996 | Абрамов, Николай Вартанович         | бывший генеральный директор АО «Синтезкаучук» |
| 36 | 1997 | Мышкина, Мария Иосифовна            | педагог |
| 37 | 1998 | Гройсман, Виталий Александрович     | главный врач МУЗ «Городская больница № 1» |
| 38 | 1998 | Красюк, Иван Андреевич              | первый генеральный директор «Куйбышевазота» |
| 39 | 1999 | Дроздов, Глеб Борисович             | бывший художественный руководитель и главный режиссёр театра «Колесо»                                                                                                |
| 40 | 2000 | Николаев, Алексей Васильевич        | председатель Совета директоров АО «АВТОВАЗ» |
| 41 | 2000 | Немов, Алексей Юрьевич              | двукратный чемпион Олимпийских игр, победитель Чемпионатов мира и Европы по спортивной гимнастике                                                                    |
| 42 | 2000 | Николко, Евгений Григорьевич        | тренер по спортивной гимнастике |
| 43 | 2001 | Махлай, Владимир Николаевич         | президент ЗАО «Тольяттиазот» |
| 44 | 2002 | Свердлов, Владимир Михайлович       | директор муниципального образовательного учреждения среднего (полного) общего и дополнительного образования «Музыкальная Академическая гимназия»                     |
| 45 | 2003 | Дьячков, Сергей Германович          | социолог, общественный деятель |
| 46 | 2003 | Лескин, Анатолий Степанович         | врач-хирург «Городская клиническая больница № 5 „МедВАЗ“» |
| 47 | 2004 | Спиваков, Владимир Теодорович       | народный артист СССР, лауреат Государственной премии, кавалер ордена Почётного легиона                                                                               |
| 48 | 2004 | Резов, Юрий Михайлович              | советник генерального директора ОАО «Трансформатор» |
| 49 | 2005 | Демидовцев, Марк Васильевич         | помощник вице-президента по техническому развитию ОАО «АвтоВАЗ» (1929—2011)                                                                                          |
| 50 | 2005 | Кожемякин, Вениамин Ефимович        | почётный сотрудник государственной безопасности, полковник в отставке                                                                                                |
| 51 | 2006 | Антипашин, Николай Михайлович       | бывший генеральный директор АО «Волгоэнергостройпром» |
| 52 | 2006 | Ясинский, Александр Ибрагимович     | заместитель директора Научно-технического центра ОАО «АВТОВАЗ», а с 1999 года возглавил Совет ветеранов войны и труда ОАО «АВТОВАЗ»                                  |
| 53 | 2007 | Волошин, Анатолий Парфирьевич       | председатель правления ЗАО «ФИА-БАНК» |
| 54 | 2007 | Иванов, Валерий Евгеньевич          | главный редактор газеты «Тольяттинское обозрение» с 1996 по 2002 год (посмертно)                                                                                     |
| 55 | 2008 | Потехин, Павел Николаевич           | первый заместитель председателя горисполкома до 1989 года |
| 56 | 2009 | Манихин, Николай Александрович      | протоиерей Русской Православной Церкви |
| 57 | 2009 | Гусев Владимир Геннадьевич          | генеральный директор ЗАО «Тольяттистройзаказчик» |
| 58 | 2010 | Вильчик, Виталий Андреевич          | исполнительный вице-президент по производству и техническому развитию ОАО «АВТОВАЗ»                                                                                  |
| 59 | 2011 | Герасименко, Виктор Иванович        | генеральный директор ОАО «Куйбышевазот» |
| 60 | 2012 | Прусов, Пётр Михайлович             | бывший главный конструктор ОАО «АВТОВАЗ», ведущий конструктор автомобиля ВАЗ-2121 «Нива»                                                                             |
| 61 | 2013 | Каданников, Владимир Васильевич     | бывший генеральный директор ОАО «АВТОВАЗ» |
| 62 | 2014 | Хуторская, Наталья Николаевна       | заместитель главного врача, начальник Межрайонного перинатального центра, врач акушер-гинеколог высшей квалификации Тольяттинской городской клинической больницы № 5 |
| 63 | 2015 | Похлёбкин, Николай Иванович         | советский строитель, бывший бригадир комплексной бригады монтажников, Герой Социалистического Труда                                                                  |
| 64 | 2016 | Ляченков, Николай Васильевич        | бывший первый вице-президент ОАО «АВТОВАЗ», доктор технических наук, профессор, академик РАЕН                                                                        |
| 65 | 2017 | Горб, Галина Ивановна               | зав. кардиологическим отделением, врач кардиолог Тольяттинской городской клинической больницы № 2 имени В. В. Баныкина                                               |
| 66 | 2018 | Очиров, Сергей Васильевич           | полковник, начальник УФСБ России по г. Тольятти, директор ЗАО «Приволжское кредитное бюро»                                                                           |
| 67 | 2019 | Богряков, Валентин Васильевич       | генеральный директор ЗАО «Энергетика и связь строительства» |
| 68 | 2020 | Огарков, Анатолий Аркадьевич        | главный инженер ПАО «Куйбышевазот» |
| 69 | 2020 | Шандалов Николай Васильевич         | Генеральный директор ООО "РТДК" |